# Édouard Dentu
Henri-Justin-Édouard Dentu (Paris, 21 de outubro de 1830 - Paris, 13 de abril de 1884) foi um editor e livreiro francês. Ele é particularmente conhecido por ter sido o primeiro a publicar as obras de Allan Kardec. 

## Biografia

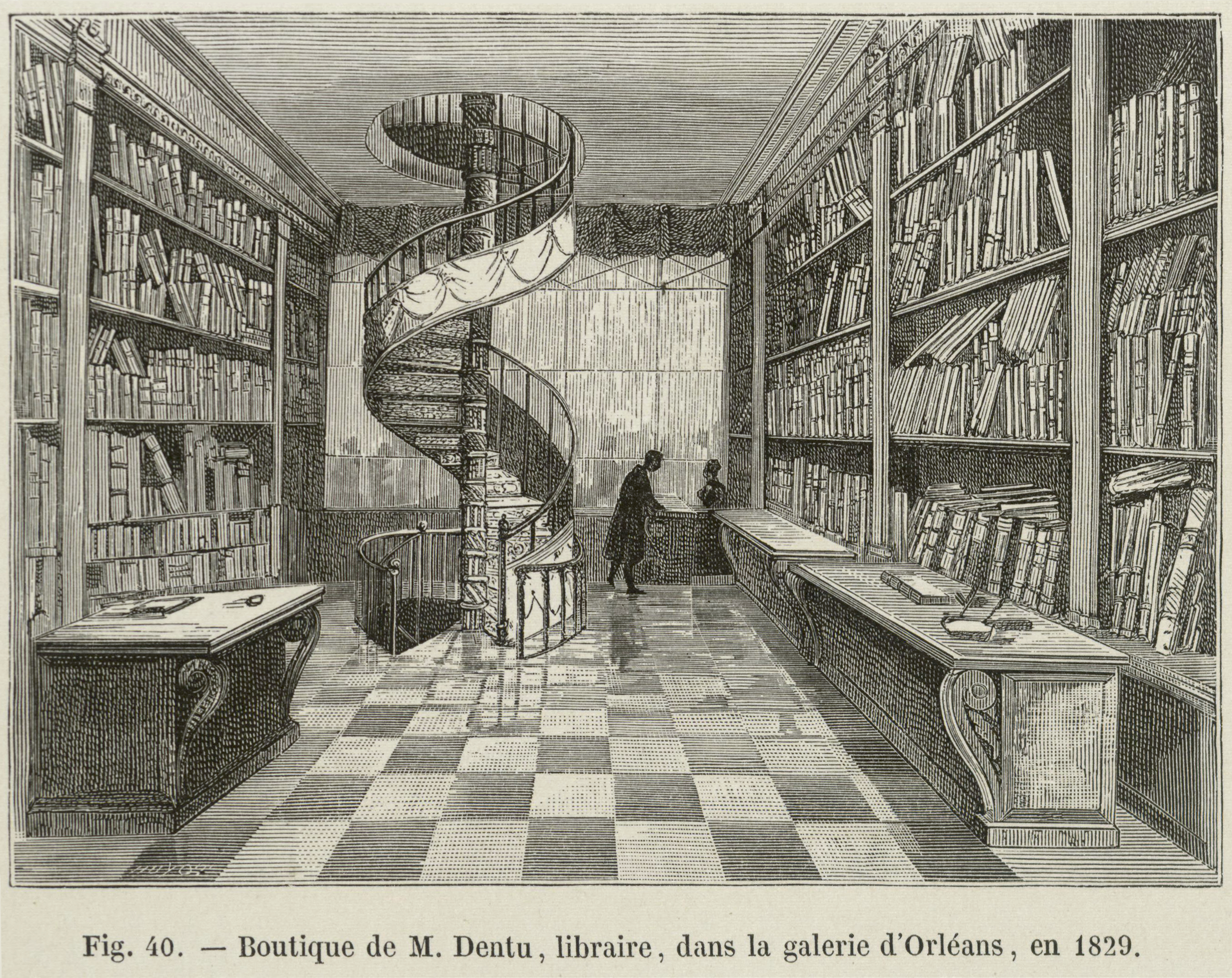
Vista da livraria Dentu, Galerie d'Orléans (Palais-Royal) em 1829.

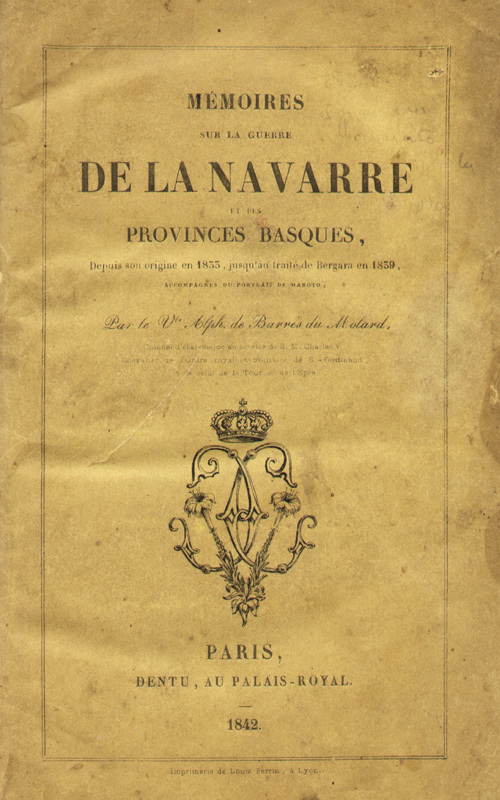
Marca da livraria Gabriel Dentu em 1842, posteriormente adquirida por seu filho Édouard.

Neto do livreiro e jornalista Jean-Gabriel Dentu, filho de Mélanie Dentu e Gabriel-André Dentu, que continuaram a mesma profissão, Édouard Dentu herdou a livraria da família instalada nas galerias de madeira ao longo das arcadas do Palais Royal. A livraria estava à beira da falência, numerosas obras publicadas ou impressas por seu pai e seu avô causaram escândalo e os processos foram se acumulando por difamação, falsificação ou até ataque para com a dignidade real, até que a gráfica é forçada a fechar em 1849, quando o jovem Dentu se lançou completamente na profissão editorial, saindo em busca de autores de sucesso. 
Às vezes apelidado de "o grande Dentu", ele também é descrito pelos irmãos Goncourt como alguém "amante do ruído e da publicidade". É verdade que ele lutou muito sob o Segundo Império e publicou quase 6000 brochuras e folhetos político-religiosos, alguns dos quais foram dirigidos a Ernest Renan e sua Vida de Jesus (1863). Tornou-se o "Livreiro oficial da Société des Gens de Lettres". Publicando tanto associados próximos do regime como Arsène Houssaye quanto oponentes mais ou menos abertos como Alfred de Falloux, Charles de Montalembert, quando não eram notórios progressistas como Edgar Quinet, Proudhon ou Louis Blanc. Dentu gostava de receber e organizar jantares à sua mesa "seus queridos escritores". 
Ele abriu seu catálogo para a literatura popular, que compunha a maior parte de suas vendas, com autores como Paul Féval, Hector Malot, Emile Gaboriau, Ponson du Terrail. Apaixonado por ocultismo e magia, ele fez amizade com Allan Kardec e o publicou. 
Depois de 1870, ele editava sob o formato "livro de mesa de café", deixando a alguns de seus autores, como Champfleury, a escolha dos ornamentos.
Morreu aos 53 anos, que ele morreu de doença hepática, em 1884. 
Após sua morte, sua viúva, Laure Dentu assumiu a propriedade e confiou a gerência a Henri Floury, que deixou a casa em 1894. Em 1888, Dentu lançou La Vie pour rire, uma semanal de textos humorísticos.
No início da década de 1890 e até o verão de 1894, a gráfica e bibliófila suíça Édouard Guillaume lançou uma coleção sob a marca Dentu. Duas séries de livros, Nelumbo e Euryale, além de um periódico, La Bambou e seu suplemento, Le Carillon, saem das prensas, cujos diretores são J.-H. Rosny velho e seu irmão J.-H. Rosny jovem sob o pseudônimo coletivo "J. de Boriana".
Posteriormente, os dois gerentes a quem a viúva Dentu confiou a casa faliram em 1895. Fayard então assumiu parte do fundo. 